# Punta Medanosa
Punta Medanosa är en udde i Argentina.   Den ligger i provinsen Santa Cruz, i den södra delen av landet, 1 600 km söder om huvudstaden Buenos Aires.
Terrängen inåt land är mycket platt. Havet är nära Punta Medanosa åt sydost. Trakten är glest befolkad. Det finns inga samhällen i närheten. 